# Premi Annie a la millor pel·lícula animada
El 1972 l'Associació Internacional de Cinema d'Animació va començar a concedir els Premis Annie per destacar els assoliments en el camp de l'animació. En 1992 va crear el Premi Annie a la millor pel·lícula animada, que es concedeix anualment. La seva primera denominació oficial va ser Best Animated Feature fins que en 1998 es va canviar a Outstanding Achievement in an Animated Theatrical Feature. Ambdues denominacions s'usen indistintament per designar el mateix guardó. El nombre de pel·lícules nominades cada any al premi ha oscil·lat, des de les tres candidatures inicials fins a les deu que va haver-hi al 2012.
A continuació, podem observar el llistat dels diversos guanyadors amb aquestes característiques ja esmentades:
- En la primera columna s'assenyala l'any de concessió del premi.
- En la segona, s'indica l'edició dels Premis Annie amb numeració romana.
- La tercera columna ofereix el títol amb el qual la pel·lícula ha estat estrenada en espanyol —que a vegades pot ser més d'un— i, entre parèntesis, el títol original quan és diferent de l'anterior.
- En la quarta s'informa de la companyia que va produir la cinta guanyadora.

## Guanyadors

### Anys 1990
| Any  | Edició | Títol                                       | Productora                                                         |
| ---- | ------ | ------------------------------------------- | ------------------------------------------------------------------ |
| 1992 | XX     | La bella i la bèstia (Beauty and the Beast) | Walt Disney Feature Animation                                      |
| 1992 | XX     | Tres diablitos van al cel                   | Hyperion / Paramount Pictures                                      |
| 1992 | XX     | FernGully: The Last Rainforest              | 20th Century Fox Animation / FAI Films / Kroyer Films              |
| 1993 | XXI    | Aladdin                                     | Walt Disney Feature Animation                                      |
| 1993 | XXI    | Little Nemo: Adventures in Slumberland      | Tòquio Movie Shinsha                                               |
| 1993 | XXI    | Hi havia una vegada un bosc                 | 20th Century Fox Animation / Hanna-Barbera Productions             |
| 1994 | XXII   | El rei lleó (The Lion King)                 | Walt Disney Feature Animation                                      |
| 1994 | XXII   | Batman: la màscara del fantasma             | Warner Bros. Animation                                             |
| 1994 | XXII   | Malson abans de Nadal                       | Touchstone Pictures / Skellington Productions                      |
| 1995 | XXIII  | Pocahontas                                  | Walt Disney Feature Animation                                      |
| 1995 | XXIII  | Goofy la Pel·lícula                         | Walt Disney Pictures / Walt Disney Television Animation            |
| 1995 | XXIII  | La princesa encantada                       | Crest Animation Productions/Nest/New Line Cinema/Columbia Pictures |
| 1996 | XXIV   | Toy Story                                   | Pixar / Walt Disney Pictures                                       |
| 1996 | XXIV   | El geperut de Notre Dame                    | Walt Disney Pictures / Walt Disney Feature Animation               |
| 1996 | XXIV   | Balto                                       | Amblin Entertainment                                               |
| 1996 | XXIV   | Ghost in the Shell                          | Production I.G                                                     |
| 1996 | XXIV   | James and the Giant Peach                   | Walt Disney Pictures / Skellington Productions / Allied Filmmakers |
| 1997 | XXV    | Cats Don't Dance                            | Turner Feature Animation / Warner Bros. Animation                  |
| 1997 | XXV    | Hèrcules                                    | Walt Disney Pictures / Walt Disney Feature Animation               |
| 1997 | XXV    | Space Jam                                   | Warner Bros. Animation                                             |
| 1998 | XXVI   | Mulan                                       | Walt Disney Feature Animation                                      |
| 1998 | XXVI   | Anastasia                                   | 20th Century Fox Animation                                         |
| 1998 | XXVI   | Em vaig casar amb un estrany                | Bill Plympton                                                      |
| 1998 | XXVI   | L'espasa màgica: La llegenda de Camelot     | Warner Bros. Animation                                             |
| 1999 | XXVII  | The Iron Giant                              | Warner Bros. Animation                                             |
| 1999 | XXVII  | A Bug's Life                                | Pixar / Walt Disney Pictures                                       |
| 1999 | XXVII  | El príncep d'Egipte                         | DreamWorks Animation                                               |
| 1999 | XXVII  | South Park: La Pel·lícula                   | Paramount Pictures / Warner Bros. Pictures / Comedy Central Films  |
| 1999 | XXVII  | Tarzan                                      | Walt Disney Pictures / Walt Disney Feature Animation               |

### Anys 2000
| Any  | Edició | Títol                                                | Productora                                                                                         |
| ---- | ------ | ---------------------------------------------------- | -------------------------------------------------------------------------------------------------- |
| 2000 | XXVIII | Toy Story 2                                          | Pixar / Walt Disney Pictures                                                                       |
| 2000 | XXVIII | Chicken Run: Evasió a la granja                      | Aardman Animations / DreamWorks SKG / Pathé                                                        |
| 2000 | XXVIII | Fantasia 2000                                        | Walt Disney Pictures / Walt Disney Feature Animation                                               |
| 2000 | XXVIII | La ruta cap a El Dorado                              | DreamWorks Animation                                                                               |
| 2000 | XXVIII | Titan A.E.                                           | 20th Century Fox Animation                                                                         |
| 2001 | XXIX   | Shrek                                                | DreamWorks Animation / Pacific Data Images                                                         |
| 2001 | XXIX   | Blood: The Last Vampire                              | IG Plus / IPA / Sony Computer Entertainment / SPE Visual Works                                     |
| 2001 | XXIX   | L'emperador i les seves bogeries                     | Walt Disney Pictures / Walt Disney Feature Animation                                               |
| 2001 | XXIX   | Osmosi Jones                                         | Warner Bros. Animation                                                                             |
| 2002 | XXX    | El viatge de Chihiro (Sen to Chihiro no kamikakushi) | Studio Ghibli                                                                                      |
| 2002 | XXX    | Ice Age: L'edat de gel                               | 20th Century Fox Animation / Blue Sky Studios                                                      |
| 2002 | XXX    | Lilo & Stitch                                        | Walt Disney Pictures / Walt Disney Feature Animation                                               |
| 2002 | XXX    | Monsters, Inc.                                       | Pixar / Walt Disney Pictures                                                                       |
| 2002 | XXX    | Spirit: El cavall indomable                          | DreamWorks Animation                                                                               |
| 2003 | XXXI   | Buscant en Nemo (Finding Nemo)                       | Pixar                                                                                              |
| 2003 | XXXI   | Germà ós                                             | Walt Disney Pictures / Walt Disney Feature Animation                                               |
| 2003 | XXXI   | Looney Tunes: De nou en acció                        | Warner Bros. Animation                                                                             |
| 2003 | XXXI   | Millennium Actress                                   | Go Fish Pictures                                                                                   |
| 2003 | XXXI   | Els Triplettes de Belleville                         | Els Armateurs                                                                                      |
| 2004 | XXXII  | Els increïbles (The Incredibles)                     | Pixar                                                                                              |
| 2004 | XXXII  | Ghost in the Shell 2: Innocence                      | Go Fish Pictures                                                                                   |
| 2004 | XXXII  | Shrek 2                                              | DreamWorks Animation / Pacific Data Images                                                         |
| 2004 | XXXII  | Bob Esponja: la pel·lícula                           | Nickelodeon Movies / Paramount Pictures                                                            |
| 2005 | XXXIII | Wallace & Gromit: La maledicció de les verdures      | Aardman Animations / DreamWorks Animation                                                          |
| 2005 | XXXIII | Chicken Little                                       | Walt Disney Pictures / Walt Disney Feature Animation                                               |
| 2005 | XXXIII | La núvia cadàver                                     | Laika / Warner Bros. Pictures                                                                      |
| 2005 | XXXIII | El castell ambulant                                  | Studio Ghibli                                                                                      |
| 2005 | XXXIII | Madagascar                                           | DreamWorks Animation / Pacific Data Images                                                         |
| 2006 | XXXIV  | Cars                                                 | Pixar                                                                                              |
| 2006 | XXXIV  | Happy feet: trencant el gel                          | Animal Logic / Kennedy Miller Mitchell / Village Roadshow Pictures / Warner Bros. Pictures         |
| 2006 | XXXIV  | Monster House                                        | Amblin Entertainment / Columbia Pictures / ImageMovers                                             |
| 2006 | XXXIV  | Open Season                                          | Columbia Pictures / Sony Pictures Animation                                                        |
| 2006 | XXXIV  | Veïns Invasors                                       | DreamWorks Animation / Pacific Data Images                                                         |
| 2007 | XXXV   | Ratatouille                                          | Pixar                                                                                              |
| 2007 | XXXV   | Bee Movie                                            | DreamWorks Animation                                                                               |
| 2007 | XXXV   | Persépolis                                           | Sony Pictures Classics                                                                             |
| 2007 | XXXV   | The Simpsons Movie                                   | 20th Century Fox Animation                                                                         |
| 2007 | XXXV   | Bojos pel surf                                       | Columbia Pictures / Sony Pictures Animation                                                        |
| 2008 | XXXVI  | Kung Fu Panda                                        | DreamWorks Animation                                                                               |
| 2008 | XXXVI  | $9.99                                                | Sherman Pictures / Lama Films                                                                      |
| 2008 | XXXVI  | Bolt                                                 | Walt Disney Pictures / Walt Disney Animation Studios                                               |
| 2008 | XXXVI  | WALL·E                                               | Pixar / Walt Disney Pictures                                                                       |
| 2008 | XXXVI  | Vals Im Bashir                                       | Bridgit Folman / Els Films D'ici / Razor Films / Sony Pictures Classics                            |
| 2009 | XXXVII | Up: Una Aventura d'Altura                            | Pixar                                                                                              |
| 2009 | XXXVII | Pluja de mandonguilles                               | Columbia Pictures / Sony Pictures Animation                                                        |
| 2009 | XXXVII | Coraline                                             | Laika                                                                                              |
| 2009 | XXXVII | Fantastic Mr. Fox                                    | 20th Century Fox Animation / American Empirical Pictures / Indian Paintbrush / Regency Enterprises |
| 2009 | XXXVII | The Princess and the Frog                            | Walt Disney Pictures / Walt Disney Animation Studios                                               |
| 2009 | XXXVII | El secret de Kells                                   | Cartoon Saloon / GKIDS                                                                             |

### Anys 2010
| Any  | Edició  | Títol                                                  | Productora |
| ---- | ------- | ------------------------------------------------------ | --- |
| 2010 | XXXVIII | Com ensinistrar un drac (How To Train Your Dragon)     | DreamWorks Animation |
| 2010 | XXXVIII | Gru, el meu dolent preferit                            | Illumination Entertainment / Universal Pictures                                                                                   |
| 2010 | XXXVIII | L'il·lusionista                                        | Pathé / Django Films |
| 2010 | XXXVIII | Tangled                                                | Walt Disney Pictures / Walt Disney Animation Studios                                                                              |
| 2010 | XXXVIII | Toy Story 3                                            | Pixar / Walt Disney Pictures |
| 2011 | XXXIX   | Rango                                                  | Nickelodeon Movies / Paramount Pictures                                                                                           |
| 2011 | XXXIX   | Les aventures de Tintín: el Secret de l'Unicorn        | Amblin Entertainment / Columbia Pictures / The Kennedy/Marshall Company / Nickelodeon Movies / Paramount Pictures / WingNut Films |
| 2011 | XXXIX   | Arthur Christmas: operació regal                       | Aardman Animations / Columbia Pictures / Sony Pictures Animation                                                                  |
| 2011 | XXXIX   | Cars 2                                                 | Pixar / Walt Disney Pictures |
| 2011 | XXXIX   | Un gat a París                                         | Digit Anima / Folimage / France 3 / GKIDS                                                                                         |
| 2011 | XXXIX   | Chico i Rita                                           | Estudio Mariscal / Fernando Trueba PC / Magic Light Pictures / GKIDS                                                              |
| 2011 | XXXIX   | Kung Fu Panda 2                                        | DreamWorks Animation |
| 2011 | XXXIX   | El Gat amb Botes                                       | DreamWorks Animation |
| 2011 | XXXIX   | Riu                                                    | 20th Century Fox Animation / Blue Sky Studios                                                                                     |
| 2011 | XXXIX   | Arrugues                                               | Gos Verd Films / S.L. / GKIDS |
| 2012 | XL      | En Ralph, el destructor (Wreck-It Ralph)               | Walt Disney Animation Studios |
| 2012 | XL      | Valent                                                 | Pixar / Walt Disney Pictures |
| 2012 | XL      | Frankenweenie                                          | Walt Disney Pictures |
| 2012 | XL      | Hotel Transsilvània                                    | Columbia Pictures / Sony Pictures Animation                                                                                       |
| 2012 | XL      | ParaNorman                                             | Laika |
| 2012 | XL      | Pirates!                                               | Aardman Animations / Columbia / Sony Pictures Animation                                                                           |
| 2012 | XL      | El gat del rabí                                        | Autochenille Production / GKIDS                                                                                                   |
| 2012 | XL      | L'origen dels guardians                                | DreamWorks Animation |
| 2013 | XLI     | Frozen: El regne del gel (Frozen)                      | Walt Disney Animation Studios |
| 2013 | XLI     | Els Croods                                             | DreamWorks Animation |
| 2013 | XLI     | Gru 2, el meu dolent preferit                          | Illumination Entertainment / Universal Pictures                                                                                   |
| 2013 | XLI     | Ernest i Célestine                                     | La Parti Productions / Els Armateurs / GKIDS                                                                                      |
| 2013 | XLI     | Una carta per a Momo                                   | Production I.G / GKIDS |
| 2013 | XLI     | Monsters University                                    | Pixar / Walt Disney Pictures |
| 2013 | XLI     | El vent s'aixeca                                       | Studio Ghibli |
| 2014 | XLII    | Com ensinistrar un drac 2 (How To Train Your Dragon 2) | DreamWorks Animation |
| 2014 | XLII    | Big Hero 6                                             | Walt Disney Pictures / Walt Disney Animation Studios                                                                              |
| 2014 | XLII    | El llibre de la vida                                   | Reel FX |
| 2014 | XLII    | The Boxtrolls                                          | Laika / Focus Features |
| 2014 | XLII    | Cheatin'                                               | Plymptoons Studio |
| 2014 | XLII    | La Lego pel·lícula                                     | Warner Bros. Pictures |
| 2014 | XLII    | La cançó del mar                                       | Cartoon Saloon / GKIDS |
| 2014 | XLII    | Kaguya-hime no Monogatari                              | Studio Ghibli / GKIDS |
| 2015 | XLIII   | Del revés                                              | Pixar |
| 2015 | XLIII   | Anomalisa                                              | Paramount Pictures |
| 2015 | XLIII   | El viatge d'Arlo                                       | Pixar / Walt Disney Pictures |
| 2015 | XLIII   | The Peanuts Movie                                      | 20th Century Fox Animation / Blue Sky Studios                                                                                     |
| 2015 | XLIII   | El Xai Shaun: La Pel·lícula                            | Aardman Animations |
| 2016 | XLIV    | Zootròpolis                                            | Walt Disney Animation Studios |
| 2016 | XLIV    | Buscant la Dory                                        | Pixar / Walt Disney Pictures |
| 2016 | XLIV    | Kubo and the Two Strings                               | Laika |
| 2016 | XLIV    | Kung Fu Panda 3                                        | DreamWorks Animation |
| 2016 | XLIV    | Vaiana                                                 | Walt Disney Pictures / Walt Disney Animation Studios                                                                              |
| 2017 | XLV     | Coco                                                   | Pixar |
| 2017 | XLV     | El nadó en cap                                         | DreamWorks Animation |
| 2017 | XLV     | Capità Calçotets                                       | DreamWorks Animation |
| 2017 | XLV     | Cars 3                                                 | Pixar / Walt Disney Pictures |
| 2017 | XLV     | Gru 3, el meu dolent preferit                          | Illumination Entertainment / Universal Pictures                                                                                   |
| 2018 | XLVI    | Spider-Man: Un nou univers                             | Columbia Pictures / Sony Pictures Animation / Marvel Entertainment                                                                |
| 2018 | XLVI    | Cavernícola                                            | Aardman Animations |
| 2018 | XLVI    | Els increïbles 2                                       | Pixar / Walt Disney Pictures |
| 2018 | XLVI    | Isle of Dogs                                           | 20th Century Fox Animation / Indian Paintbrush / American Empirical Pictures                                                      |
| 2018 | XLVI    | En Ralph destrueix internet                            | Walt Disney Pictures / Walt Disney Animation Studios                                                                              |
| 2019 | XLVII   | Klaus                                                  | Sergio Pablos Animation Studios/Netflix                                                                                           |
| 2019 | XLVII   | Frozen II                                              | Walt Disney Pictures / Walt Disney Animation Studios                                                                              |
| 2019 | XLVII   | Com ensinistrar un drac 3                              | DreamWorks Animation |
| 2019 | XLVII   | Mr. Link                                               | Laika |
| 2019 | XLVII   | Toy Story 4                                            | Pixar / Walt Disney Pictures |

### Anys 2020
| Any  | Edició | Títol                            | Productora                                                       |
| ---- | ------ | -------------------------------- | ---------------------------------------------------------------- |
| 2020 | XLVIII | Soul                             | Pixar Animation Studios                                          |
| 2020 | XLVIII | Els Croods: Una nova era         | DreamWorks Animation, Universal Pictures                         |
| 2020 | XLVIII | Onward                           | Pixar Animation Studios                                          |
| 2020 | XLVIII | Trolls 2: Gira mundial           | DreamWorks Animation, Universal Pictures                         |
| 2020 | XLVIII | The Willoughbys                  | Netflix Animation, BRON Animation, Creative Wealth Media         |
| 2021 | XLIX   | The Mitchells vs. the Machines   | Sony Pictures Animation                                          |
| 2021 | XLIX   | Encanto                          | Walt Disney Animation Studios                                    |
| 2021 | XLIX   | Luca                             | Pixar Animation Studios                                          |
| 2021 | XLIX   | Raya i l'últim drac              | Walt Disney Animation Studios                                    |
| 2021 | XLIX   | Canta 2                          | Illumination                                                     |
| 2022 | L      | Pinotxo                          | Netflix, Double Dare You!, ShadowMachine, The Jim Henson Company |
| 2022 | L      | El gat amb botes: l'últim desig  | DreamWorks Animation                                             |
| 2022 | L      | El monstre marí                  | Netflix                                                          |
| 2022 | L      | Red (pel·lícula de 2022)         | Pixar Animation Studios                                          |
| 2022 | L      | Wendell & Wild                   | Netflix, Monkeypaw, Gotham Group                                 |
| 2023 | LI     | Spider-Man: creuant el Multivers | Sony Pictures Animation                                          |
| 2023 | LI     | El noi i l'ocell                 | Studio Ghibli / Distribuït per GKIDS                             |
| 2023 | LI     | Nimona                           | Annapurna Animation, Netflix                                     |
| 2023 | LI     | Suzume                           | CoMix Wave Films Inc., STORY inc.                                |
| 2023 | LI     | Ninja Turtles: caos mutant       | Paramount Pictures, Nickelodeon Movies                           |